# 渋沢正雄
渋沢 正雄（しぶさわ まさお、1888年〈明治21年〉11月1日 - 1942年〈昭和17年〉9月10日）は、日本の実業家。子爵・渋沢栄一の三男。日満鉄鋼販売、石川島自動車製作所、富士製鋼各社長。東京石川島造船所専務取締役。日本製鐵常務取締役兼八幡製鐵所長。族籍は東京府平民。

## 人物
渋沢栄一の三男で、渋沢篤二、渋沢武之助の弟、渋沢秀雄の兄。渋沢敬三、渋沢信雄、渋沢智雄の叔父。渋沢雅英と渋沢裕の大叔父。
1906年に東京高等師範学校附属中学校（現・筑波大学附属中学校・高等学校）を卒業。第一高等学校を経て1915年、東京帝国大学法科大学経済学科卒業。同年分家する。第一銀行に入り1917年、これを辞する。
渋沢貿易、富士製鋼、汽車製造、石川島造船所、石川島自動車、石川島飛行機、秩父鉄道、富士鋼材商会、日本鋼製建具、日本煉瓦製造、日本鋼管各会社の重役だったが1932年末、総ての関係会社を辞任し製鉄業に専念する。1934年、製鉄合同と共に日本製鐵常務取締役に就任し、八幡製鐵所長を兼ねる。
趣味はスポーツ、囲碁、洋楽、柔道、水泳、乗馬。宗教は仏教。住所は東京市豊島区西巣鴨町、同市外滝野川町西ヶ原。

## 家族・親族
渋沢家

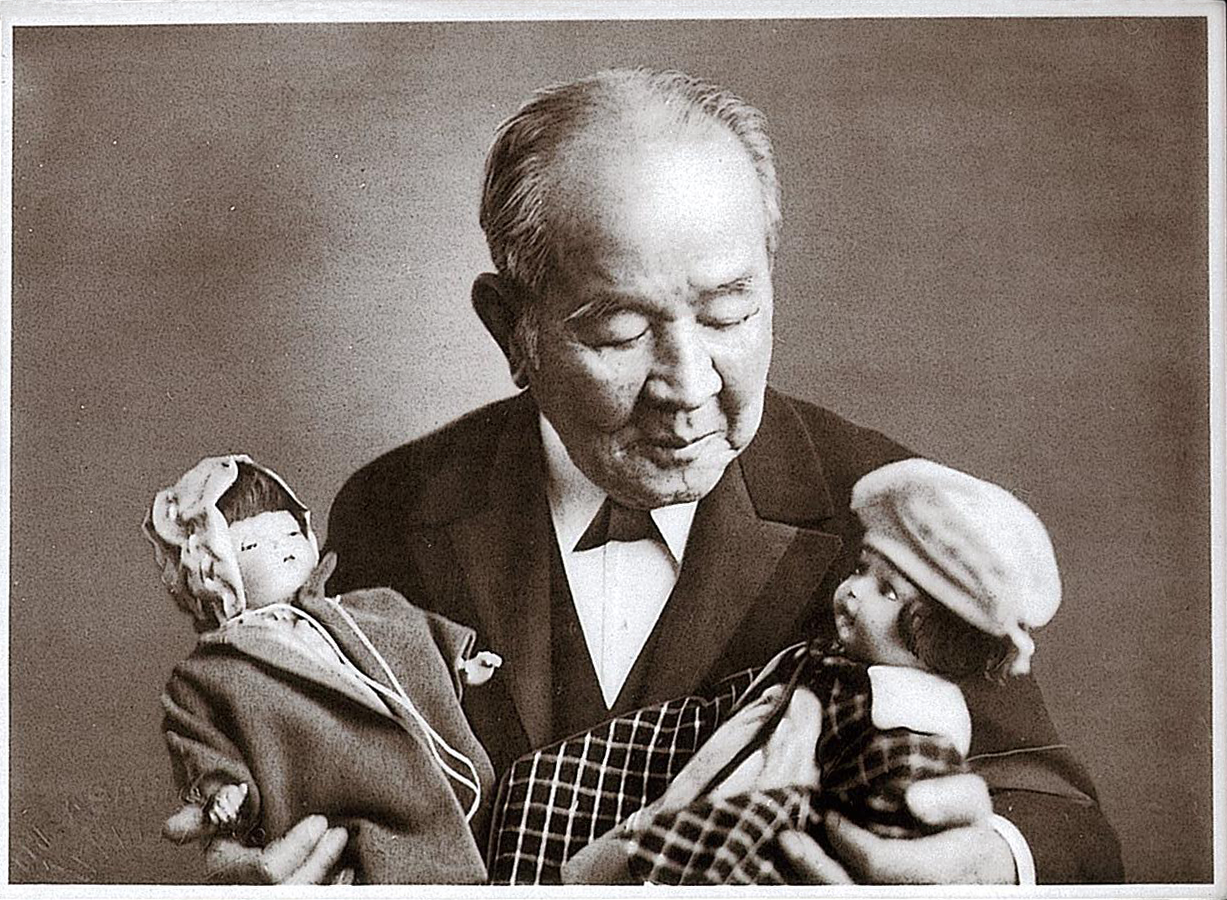
父の渋沢栄一。

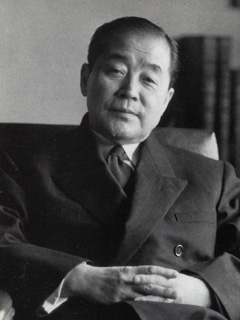
甥の渋沢敬三。

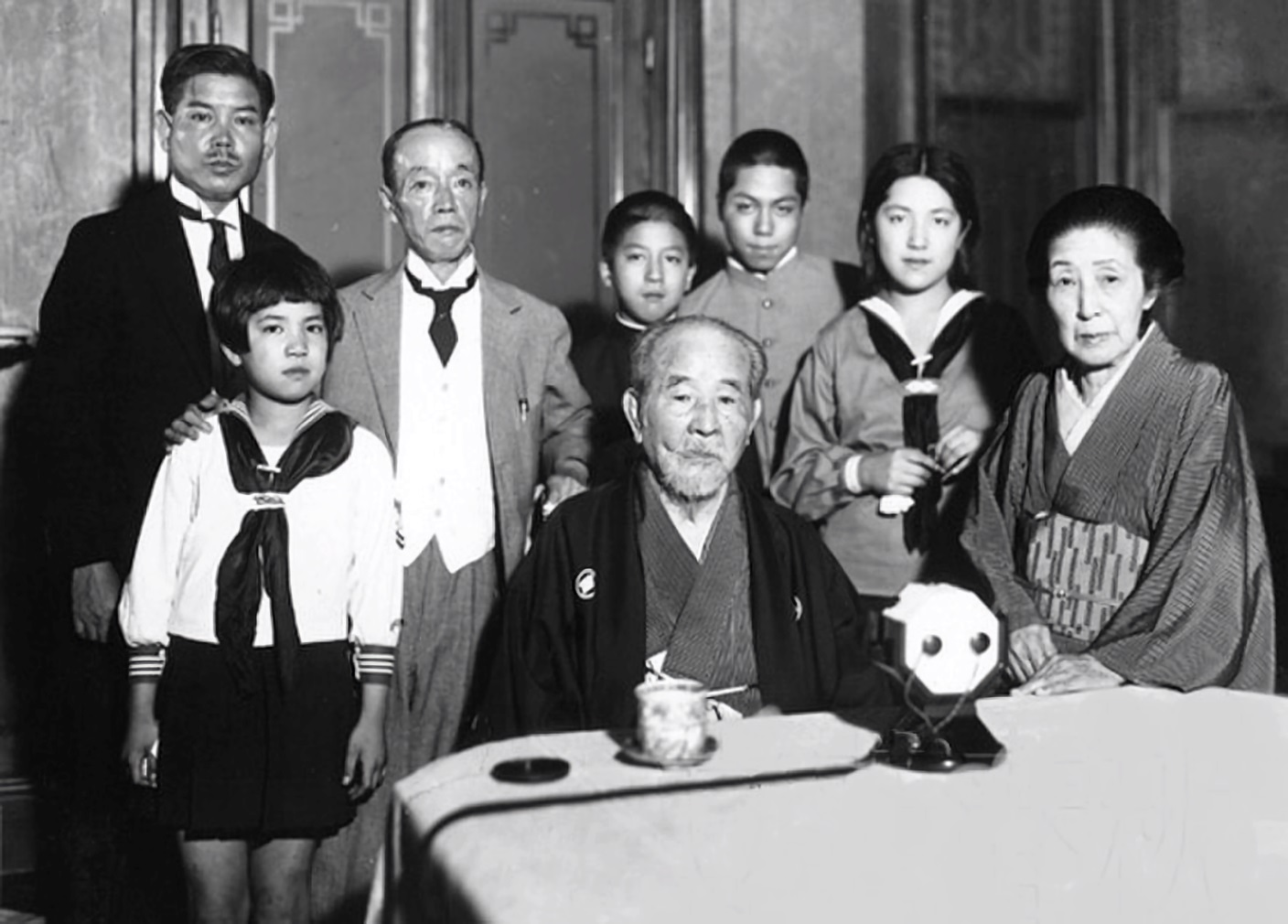
渋沢家の人々。

- 父・栄一（1840年 - 1931年、埼玉県大里郡八基村血洗島出身、東京府華族[11]、実業家）
- 母・かね（東京、伊藤八兵衛の長女）[11]
- 兄
  - 篤二[11]（1872年 - 1932年、渋澤倉庫取締役会長）
  - 武之助[11]（1886年 - 1946年）
- 弟・秀雄[11]（1892年 - 1984年）
- 妻・鄰子（1895年 - ?、男爵・池田勝吉の二女）[5]
- 男・正一[5]（1920年 - 1981年）アジア経済研究所理事、岳父に植村甲午郎、子に渋沢寿一
- 長女・博子（1919年 - 1947年、伯爵壬生基泰の妻）[3]　28歳で没[12]
- 次女・純子（1922年 - 2023年[13]）、エッセイスト。舅は鮫島具重）
- 三女・良子[6]

親戚
- 渋沢敬三（子爵、政治家）
- 渋沢信雄
- 渋沢智雄
- 明石照男（第一銀行頭取）
- 大川平三郎（富士製紙社長）
- 福原信三（資生堂社長）
- 穂積重遠（法学者）
- 阪谷芳郎（子爵）
- 鮫島具重（男爵）
- 壬生基泰（伯爵）